# Survival Horror

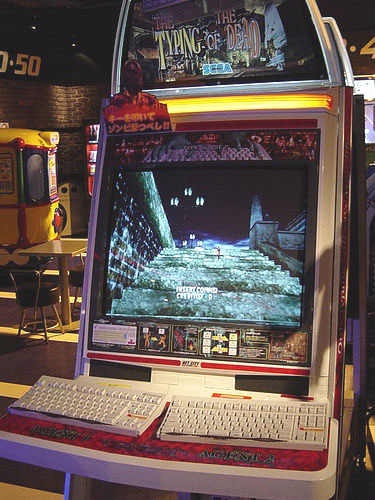
The Typing of the Dead, Spin-off zu The House of the Dead

Survival Horror ist ein Subgenre des Action-Adventures und Horrorspiels, bei dem der Spieler im Rahmen einer Horror-Geschichte Angriffe von unheimlichen Kreaturen überleben und Rätsel lösen muss. Als Begründer dieses Subgenres gilt Alone in the Dark (1992). Der Name Survival Horror geht vermutlich auf den Satz „Enter the survival horror…“ („Betritt den Überlebenshorror…“) zurück, der bei dem Spiel Resident Evil (1996) während des Ladevorgangs eingeblendet wird und die beiden Hauptaspekte des Genres zusammenfasst.

## Spielelemente
Die Einordnung von Survival-Horror-Spielen zum Action-Adventures beruht darauf, dass die klassischen Horror-Elemente sowohl mit Reaktionsschnelligkeit und Geschicklichkeit fordernden Action-Elementen, als auch mit für den Fortschritt notwendigen Rätseln, kombiniert werden.
Der Spieler übernimmt dabei in der Regel eine einzelne Spielfigur, die entweder aus einer Third-Person-Perspektive (Außenperspektive) oder aus der Egoperspektive dargestellt wird. Wenn die Spielhandlung aus der Third-Person-Perspektive gezeigt wird, ist eine horrorfilmähnliche Kameraführung typisch, die das Geschehen aus verschiedenen festen Einstellungen zeigt (Beispiele: die ersten Teile der Resident-Evil-Reihe, Silent Hill). Die dabei oft entstehenden toten Winkel steigern dabei die Verunsicherung des Spielers.
Der durch die Spielfigur verkörperte Protagonist wird manchmal als besonders verletzlich dargestellt, so übernimmt man beispielsweise in der Clock-Tower-Serie oder in Haunting Ground (2005) die Rolle eines jungen Mädchens. Aber auch Polizisten (Resident Evil, Condemned) oder Privatdetektive (Alone in the Dark, Call of Cthulhu) sind häufig als Protagonisten anzutreffen.
Mittels der Spielfigur wird die Umgebung erkundet und mit dieser interagiert, was meist in einer dem Adventure-Genre entsprechenden Weise geschieht. So können beispielsweise bestimmte Gegenstände, die dann oft durch einen eingeblendeten Texthinweis gekennzeichnet sind, untersucht und danach eventuell manipuliert oder mitgenommen werden, um an anderer Stelle zum Einsatz zu kommen.
Bei der Erkundung der virtuellen Welt trifft der Spieler früher oder später auch auf Monster, deren Angriffe es zu überleben gilt. Dabei können oft verschiedene während des Spiels aufgesammelte Waffen zum Einsatz kommen. Im Unterschied zu gewöhnlichen Actionspielen ist der Einsatz von Waffen jedoch relativ eingeschränkt, so dass nicht das Kämpfen an sich, sondern das „nackte Überleben“ im Vordergrund steht. Dies kann beispielsweise dadurch realisiert werden, dass nicht (oder kaum) genug Munition vorhanden ist, um alle Monster zu besiegen, oder dass die feindlichen Kreaturen überhaupt nicht dauerhaft besiegt werden können und nach einer Weile wiederauferstehen (Beispiel: Martian Gothic, Talon Soft, 2000). So ist der Spieler oft auch gezwungen, zu fliehen oder den Monstern möglichst aus dem Weg zu gehen. Oft stehen dem Spieler lange Zeit auch nur notdürftige Waffen zur Verfügung, wie beispielsweise ein altes Heizungsrohr oder ein Holzknüppel.
In einigen Vertretern des Survival-Horror-Genres kann sich der Spieler auch überhaupt nicht mittels Waffengewalt wehren, so dass es nur möglich ist, durch Flucht, das Aufsuchen von Verstecken oder durch die Manipulation der Umgebung den Angriffen der Monster zu entgehen (Beispiele: Haunting Ground, Clock Tower).
Diese Spielelemente zielen darauf ab, den Spieler in einem latenten Zustand der Gefahr zu halten und auf diese Weise eine spannende Atmosphäre und ein intensiv gruseliges Spielerlebnis zu ermöglichen.
Als Gegner in Survival-Horror-Spielen findet man häufig Zombies oder andere Monster, oft auch surreal wirkende, albtraumhafte Wesen, die sich einer genaueren Einordnung entziehen (beispielsweise in der Silent-Hill-Serie). Die Hintergrundgeschichten greifen oft Themen aus dem breiten Spektrum der modernen Horrorliteratur und des Horrorfilms auf.

## Abgrenzung zu anderen Genres
Da Horror als Thema in vielen Computerspielen vorkommt, ist die Abgrenzung des Genres Survival Horror zu anderen Horror-Computerspielen nicht immer eindeutig. So legen beispielsweise einige Ego-Shooter einen Schwerpunkt auf Horror, bekannte Beispiele sind Doom 3 (id Software, 2004) oder F.E.A.R. (Monolith Productions, 2005). Bei diesen Spielen ist der Schwerpunkt aber eindeutig auf den Kampf mit verschiedenen Schusswaffen gelegt und es ist dem Spieler letztendlich immer möglich (und von ihm gefordert), die feindlichen Monster durch massiven Einsatz von Waffen zu überwinden. Ähnlich ist die Spielmechanik auch bei anderen Actionspielen mit Horror-Thema, wie beispielsweise Splatterhouse (1990) oder Shadowgrounds (2005).
Auf der anderen Seite gibt es auch einige klassische Adventures, die in eine Horrorgeschichte eingebettet sind, hierzu gehören beispielsweise Sanitarium (ASC Games, 1998) oder Scratches (Nucleosys, 2006). Da in diesen Adventures jedoch der Schwerpunkt ganz auf dem allmählichen Aufdecken der Geschichte und dem Lösen von Rätselaufgaben liegt und der Spieler in aller Regel nicht unmittelbar bedroht werden kann, mithin der Aspekt des Überlebens nicht umgesetzt ist, zählen auch diese Horror-Adventures nicht zum Genre Survival Horror.

## Genrevertreter

### Third-Person-Perspektive
- Alan Wake von Remedy Entertainment
- Alone-in-the-Dark-Reihe von Infogrames
- Clock-Tower-Reihe von Human Entertainment
- Cold Fear von Ubisoft
- Corpse-Party-Reihe
- Dead by Daylight von Behaviour Interactive (2016; Überlebenden-Ansicht)
- Dead Space von Electronic Arts (2008)
- Deadly Premonition
- Dino Crisis von Capcom
- Eternal Darkness: Sanity’s Requiem
- Forbidden Siren von Sony Computer Entertainment
- Haunting Ground
- ObsCure-Reihe
- Parasite-Eve-Reihe von Square
- Project Firestart von Electronic Arts (1989)
- Project-Zero-Reihe von Tecmo
- Resident-Evil-Reihe von Capcom bis einschließlich Resident Evil 6
- Rule of Rose
- Saw-Reihe von Konami
- Silent-Hill-Reihe von Konami
- The-Blair-Witch-Project-Reihe von Take 2 Interactive
- The Devil Inside von Cryo Interactive Entertainment
- The Evil Within von Tango Gameworks
- The Last of Us von Naughty Dog (2013)
- The Thing – Das Ding aus einer anderen Welt
- Until Dawn von Supermassive Games
- The-Dark-Pictures-Anthology-Serie von Supermassive Games

### First-Person-Perspektive

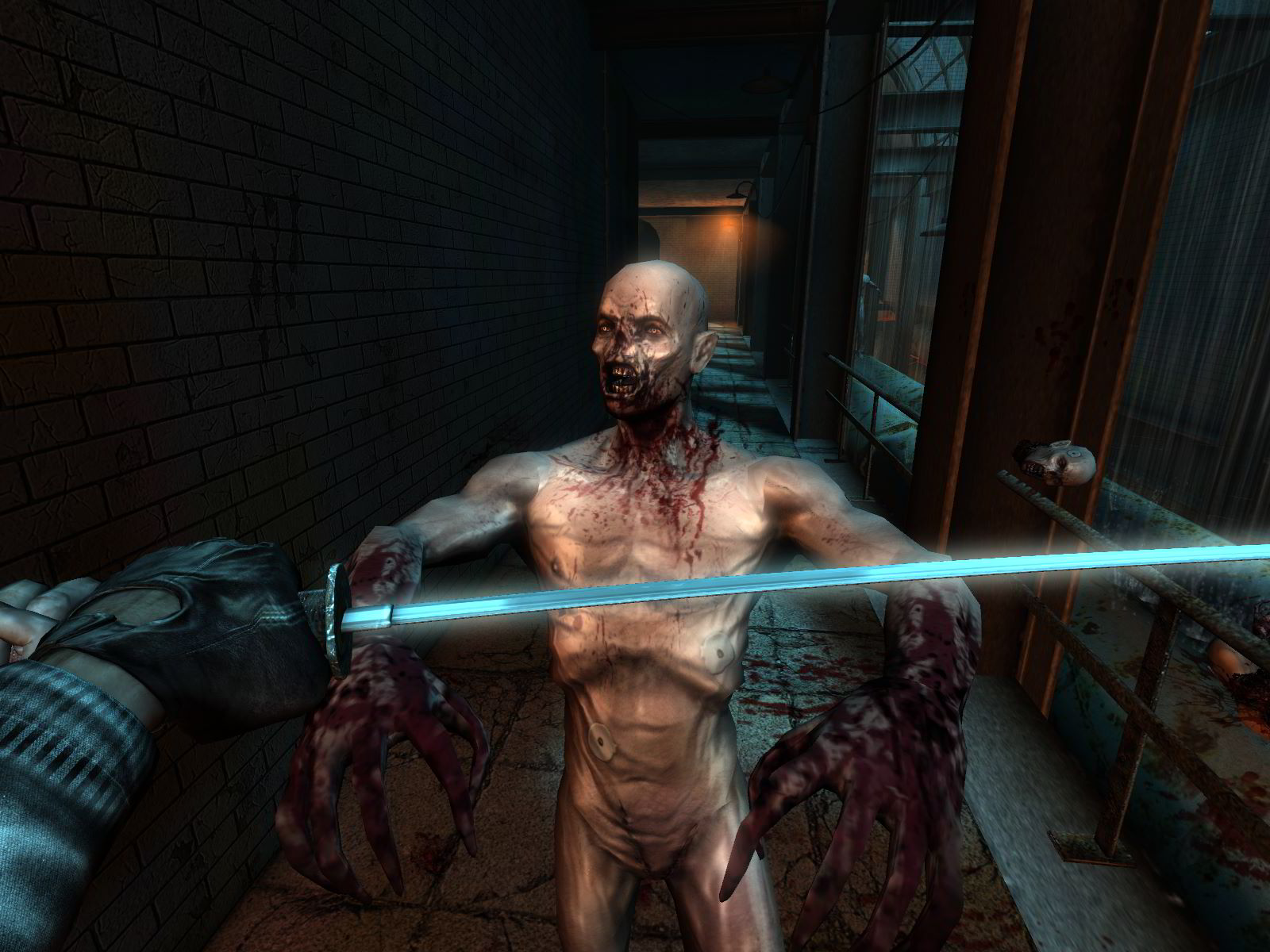
Screenshot aus dem Spiel Killing Floor (2009)

- Alien: Isolation von Creative Assembly
- Amnesia-Reihe von Frictional Games (2010)
- Call of Cthulhu: Dark Corners of the Earth von Headfirst Productions (2005)
- Condemned: Criminal Origins von Monolith Productions (2005)
- Cry of Fear von Team Psykskallar
- Dead by Daylight (2016; Killer-Ansicht)
- Dead Island und Dead Island: Riptide von Techland
- Five Nights at Freddy’s von Scott Cawthon
- Killing Floor von Tripwire Interactive
- Left 4 Dead von Valve (2008)
- Outlast vom Publisher Red Barrels
- Penumbra-Reihe von Frictional Games (2007)
- Resident Evil 7: Biohazard und Resident Evil Village von Capcom
- Slender – The Eight Pages von Parsec Productions
- Soma von Frictional Games (2015)
- The Forest von Endnight Games
- The Walking Dead: Survival Instinct von Activision
- ZombiU von Ubisoft